# Вуколеон

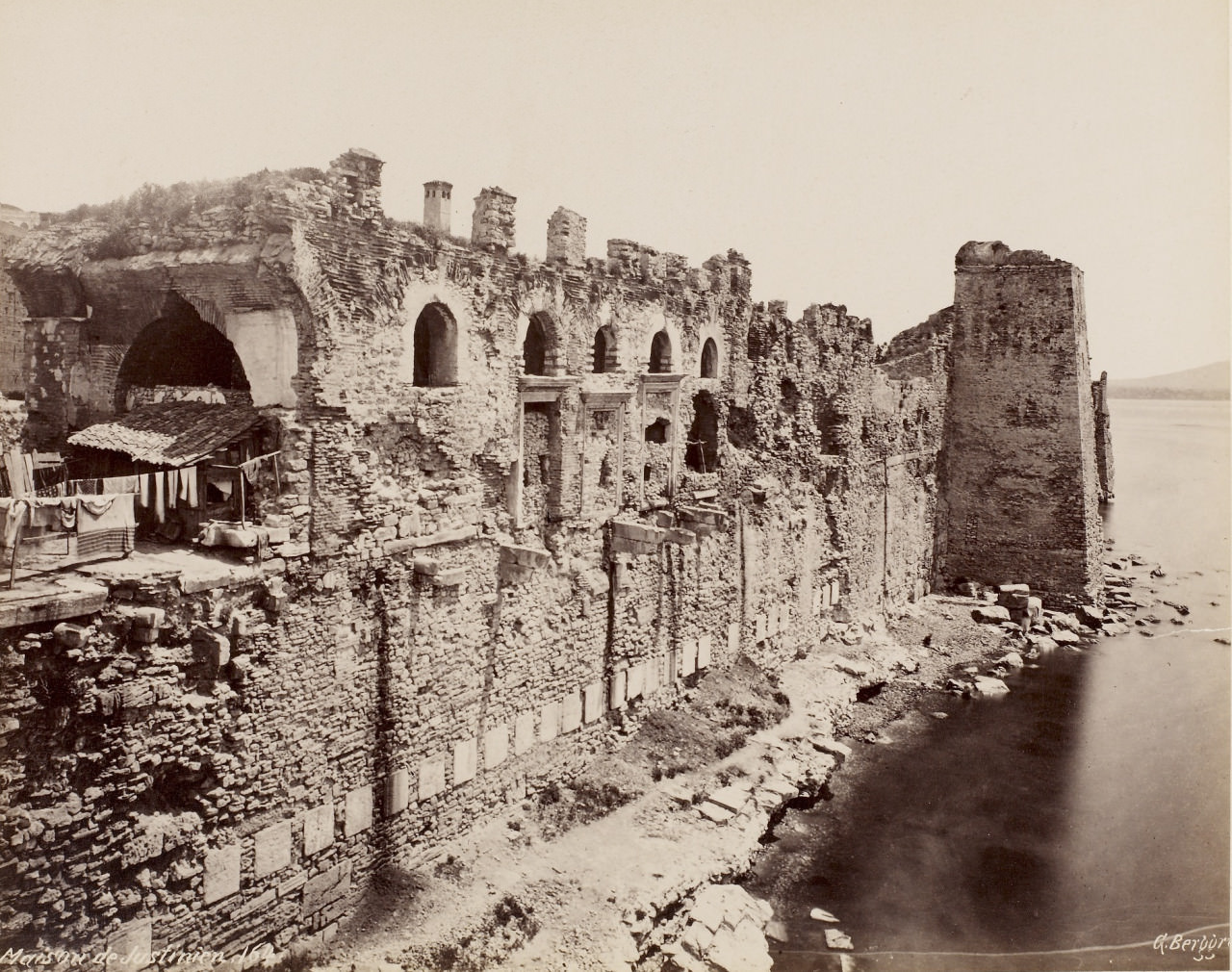
На фотографии конца XIX века

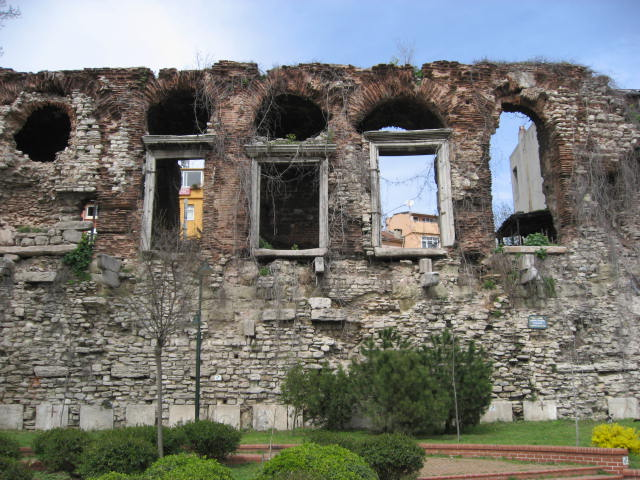
Остатки дворца в 2008 году.

Вуколеон также Буколеон (греч. Βουκολέων) — византийский императорский дворцовый комплекс, расположенный в Константинополе на берегу Мраморного моря, ранее состоявший из искусственного порта, построенного в четвертом веке, и нескольких дворцов, построенных Никифором II Фокой. Считавшийся «морской резиденцией императоров», он был частью императорских владений Священного дворца.
Он получил свое название от мраморных скульптур быка (греч. βοῦς) льва (греч. λέων), что размещались на набережной гавани. Скульптурная композиция представляла собой льва, который стоял левой ногой на роге быка и поворачивал голову жертвы, чтобы укусить ее за горло. Описание скульптуры дошло до нас благодаря текстам Анны Комниной.
По версии ведущего византиста XX века, Кирилла (Сирилла) Манго, профессора новогреческого языка и литературы Оксфордского Университета, исследовавшего историю, искусство и архитектуру Византии, слово «βαυκάλιον» обозначало форму искусственной придворцовой гавани. «βαυκάλιον» означает с древнегреческого «выпуклый, пузатый сосуд» или «вазу с узким горлышком».

## История
Сооружен в 419—450 гг. в правление императора Феодосия II (402—450 гг.), расширялся и перестраивался при императорах Юстиниане I (527—565 гг.) и Феофиле (829—842 гг.). 
Был расположен на искусственной террасе у одноимённой пристани. Здание имело бронзовую кровлю и балконы по морскому фасаду. Доминантой облика являлся балкон на южном фасаде. К зданию вела мраморная лестница, по бокам украшенная статуями львов, еще две статуи находились по бокам главного фасада на уровне аркад. Мраморные капители колонн также украшали изображения льва и быка. В оформлении интерьера — испанский мрамор и драгоценные металлы. 
Как Новый дворец (позже — Нижний Новый дворец) был главным жилым кварталом Большого Императорского дворца в IX—XI вв. При императоре Константине VII Багрянородном (911—959 гг.) отремонтирован и украшен, за дворцом был создан декоративный пруд, на пристани Вуколеон установлены статуи медведей и страусов. К 967 году при императоре Никифоре II Фоке (963—969 гг.) Вуколеон, как основная часть «Нового дворца» соединен с сооруженным выше на северо-западе «Верхним Новым дворцом», составив с ним единый дворцовый и оборонительный комплекс. В Вуколеоне в ночь на 11 декабря 969 года был убит император Никифор II Фока. 
После 1081 года резиденция императора перенесена во Влахернский дворец, однако Вуколеон продолжал использоваться. В 1204 году перед бегством из Константинополя здесь укрывался император Алексей V (1204—1205 гг.). В 1204—1261 гг. дворец являлся резиденцией латинских императоров. В этот период дворцу нанесен непоправимый ущерб, утрачена кровля, бронзовые элементы, мраморные плиты. Позже при Палеологах, которые предпочитали жить во Влахернском дворце, находился в запустении. К 1453 году дворец превратился в руины. 
Западная половина дворца окончательно снесена в 1873 году при строительстве железной дороги. Фрагменты восточной части с морским фасадом частично сохранились.

## Современное состояние
До наших дней сохранились только восточные части дворца — башня Фарос, которая, скорее всего, служила и маяком; императорский пирс — когда корабль причаливал к гавани, император сходил с судна и, поднявшись по мраморным ступеням, попадал во дворец; балкон в передней части строения и цистерна на нижнем уровне. 
В начале реставрационных работ, начавшихся в 2018 году, когда помещения были очищены от грязи и земли, в строениях Буколеона был обнаружен один из самых старых источников питьевой воды — его возраст составляет около 1600 лет. Эта находка проливает свет на вопросы того, как обеспечивались запасы питьевой воды в данной части Большого дворца. В процессе раскопок археологи обнаружили несколько человеческих скелетов. По словам археолога Али Аскер Улькера, особенности погребения указывали на место массового захоронения; на некоторых скелетах видны следы от режущих предметов.